# Deuils de miel
Deuils de miel est un roman écrit par Franck Thilliez, paru en 2006 aux éditions La Vie du Rail, puis en 2008 aux éditions Pocket. Il s'agit de la suite de La Chambre des morts.

## Intrigue
Une femme est retrouvée morte, nue et rasée de la tête aux pieds, dans le confessionnal d'une église. Fait troublant, de curieux papillons trônaient sur son crâne au moment où le prêtre l'a découverte.
C'est le début d'une longue enquête pour l'enquêteur Franck Sharko à partir d'un texte de signature mystérieux sur la scène de crime :
« Derrière le tympan de la Courtisane, tu trouveras l'abîme et ses eaux noires. Ensuite, des deux moitiés, le Méritant tuera l'autre Moitié de ses mains sans foi et l'onde deviendra rouge. Alors, au son de la trompette, le fléau se répandra et, sous le déluge, tu reviendras ici, car tout est dans la lumière. Surveille les maux et, surtout, prends garde au mauvais air. ».
Tout en flirtant avec les démons de son passé, il va mener sa traque pour retrouver un tueur expert d'insectes en tout genre, porteurs de maladies exotiques pour certains, mortelles pour d'autres.
Pour qui, pourquoi ? Seul le méritant pourra découvrir les dessous d'un esprit torturé. Et Sharko a de la veine, il mérite de comprendre...